# Епархия Диндигула
Епархия Диндигула (лат. Dioecesis Dindigulensis) — епархия Римско-Католической церкви c центром в городе Диндигул, Индия. Епархия Диндигула входит в митрополию Мадурая. Кафедральным собором епархии Диндигула является Собор Святого Иосифа.

## История
23 октября 2003 года Римский папа Иоанн Павел II выпустил буллу Petitum est nuper, которой учредил епархию Диндигула, выделив её из архиепархии Мадурая и епархии Тируччираппалли.

## Ординарии епархии
- епископ Антоний Паппусами (23.10.2003 — по настоящее время).

## Источник
- Annuario Pontificio, Ватикан, 2007
- Булла Petitum est nuper  (лат.)